# Rincón del Zaino
Rincón del Zaino es el nombre que recibe según la toponimia argentina un sector de las islas Malvinas ubicado al sudeste de la Bahía de la Maravilla (o Bahía del Aceite) y al sur de la isla Verde, en la zona septentrional de la isla Soledad, que según la Organización de las Naciones Unidas (ONU), está en litigio de soberanía entre el Reino Unido, quien la administra como parte del territorio británico de ultramar de las Malvinas, y la Argentina, quien reclama su devolución, y la integra en el departamento Islas del Atlántico Sur de la provincia de Tierra del Fuego, Antártida e Islas del Atlántico Sur.
Como la mayoría de los topónimos malvinenses, su nombre es de origen español, anterior a la ocupación británica de las Malvinas, y podría referir a un caballo de pelaje castaño oscuro.